# Гроувз, Уилли
Уи́льям Гро́увз (англ. William Groves; 9 ноября 1869, Лейт — 13 февраля 1908, Эдинбург), более известный как Уи́лли Гро́увз (англ. Willie Groves) — шотландский футболист, выступавший за «Хиберниан», «Селтик», «Вест Бромвич Альбион», «Астон Виллу» и сборную Шотландии. Известен как первый игрок, проданный за 100 фунтов стерлингов.

## Клубная карьера
Будущий футболист родился в ноябре 1869 года в районе Эдинбурга, Лейт. Начал играть в футбол в команде «Эдинбург Тисл», позже играл за «Лейт Харп». В 1886 году стал игроком «Хиберниана». На момент его дебюта ему было 16 лет. С новой командой в 1887 году выиграл Кубок Шотландии, забив один из двух голов своей команды. Ранее, в том же году и в том же турнире, оформил «хет-трик». Полуфинальный матч того турнира также привлёк большое внимание, так как проигравшая команда заявила, что «Хиберниан» заплатил Уилли, что было запрещено, потому что клуб был любительским. Но в итоге команда была оправдана.
10 марта 1888 года дебютировал в сборной Шотландии в матче против Уэльса. Тогда же забил первый гол за сборную. Через год, в матче со сборной Ирландии, отметился «хет-триком».
В 1888 подписал контракт с «Селтиком», и в 1889 году вместе с новой командой сыграл в финале Кубка Шотландии, но его команда тогда проиграла (1:2).
5 апреля 1890 года сыграл третий матч за сборную Шотландии, соперником была Англия, матч завершился вничью 1:1.
В октябре того же года подписал контракт с «Вест Бромвичем». В Англии в 1892 году выиграл Кубок страны.
В 1893 году Уилли Гроувз, вместе с партнёром по команде Джеком Рейнольдсом перешёл в «Астон Виллу», что вызвало негодование руководства «Вест Бромвича», так как переход не был с ним согласован. В итоге «Астон Вилла» была оштрафована и заплатила 100 фунтов стерлингов за переход Гроувза. На тот момент это был самый дорогой переход в мире.
В «Астон Вилле» Гроувз стал одним из ключевых игроков выигравших в 1894 году турнир Первого дивизиона Футбольной лиги, однако в том же году покинул клуб из-за разногласий по поводу своего контракта.
Вернулся он в Шотландию, в «Хиберниан», которому помог выйти в финал Кубка, но команда проиграла его «Харт оф Мидлотиан». В том же году снова перешёл в «Селтик», но сыграв всего два матча принял решение завершить карьеру из-за развития туберкулёза.
Умер Уилли Гроувз в нищете 13 февраля 1908 года в Эдинбурге.

## Карьера в сборной

### Матчи Гроувза за сборную Шотландии
| Матчи и голы Гроувза за сборную Шотландии | Матчи и голы Гроувза за сборную Шотландии | Матчи и голы Гроувза за сборную Шотландии | Матчи и голы Гроувза за сборную Шотландии | Матчи и голы Гроувза за сборную Шотландии | Матчи и голы Гроувза за сборную Шотландии |
| ----------------------------------------- | ----------------------------------------- | ----------------------------------------- | ----------------------------------------- | ----------------------------------------- | ----------------------------------------- |
| №                                         | Дата                                      | Соперник                                  | Счёт                                      | Голы Гроувза                              | Соревнование                              |
| 1                                         | 10 марта 1888                             | Уэльс                                     | 5:1                                       | 1                                         | Чемпионат Британии 1888                   |
| 2                                         | 9 марта 1889                              | Ирландия                                  | 7:0                                       | 3                                         | Чемпионат Британии 1889                   |
| 3                                         | 5 апреля 1890                             | Англия                                    | 1:1                                       | -                                         | Чемпионат Британии 1890                   |

Итого: 3 матча / 4 гола; 2 победы, 1 ничья.

## Достижения

### Командные достижения
«Хиберниан»
- Обладатель Кубка Шотландии: 1887

«Вест Бромвич Альбион»
- Обладатель Кубка Англии: 1892

«Астон Вилла»
- Чемпион Первого дивизиона Футбольной лиги: 1893/94

Сборная Шотландии
- Победитель Домашнего чемпионата Великобритании: 1889

### Личные достижения
- Лучший бомбардир Домашнего чемпионата Великобритании: 1889[4]

## Статистика выступлений
| Клуб                 | Сезон                | Лига | Лига | Кубки | Кубки | Прочие | Прочие | Итого | Итого |
| Клуб                 | Сезон                | Игры | Голы | Игры  | Голы  | Игры   | Голы   | Игры  | Голы  |
| -------------------- | -------------------- | ---- | ---- | ----- | ----- | ------ | ------ | ----- | ----- |
| Хиберниан            | 1886/87              | -    | -    | 8     | 10    | 0      | 0      | 8     | 10    |
| Хиберниан            | 1887/88              | -    | -    | 4     | 2     | 0      | 0      | 4     | 2     |
| Хиберниан            | Итого                | 0    | 0    | 12    | 12    | 0      | 0      | 12    | 12    |
| Селтик               | 1888/89              | -    | -    | 10    | 10    | 9      | 4      | 19    | 14    |
| Селтик               | 1889/90              | -    | -    | 2     | 1     | 8      | 8      | 10    | 9     |
| Селтик               | 1890/91              | 2    | 2    | 4     | 2     | 2      | 3      | 8     | 7     |
| Селтик               | Итого                | 2    | 2    | 16    | 13    | 19     | 15     | 37    | 30    |
| Вест Бромвич Альбион | 1890/91              | 8    | 1    | 3     | 2     | 0      | 0      | 11    | 3     |
| Вест Бромвич Альбион | 1891/92              | 20   | 3    | 5     | 1     | 0      | 0      | 25    | 4     |
| Вест Бромвич Альбион | 1892/93              | 30   | 3    | 1     | 0     | 0      | 0      | 31    | 3     |
| Вест Бромвич Альбион | Итого                | 58   | 7    | 9     | 3     | 0      | 0      | 67    | 10    |
| Астон Вилла          | 1893/94              | 22   | 3    | 4     | 0     | 0      | 0      | 26    | 3     |
| Астон Вилла          | Итого                | 22   | 3    | 4     | 0     | 0      | 0      | 26    | 3     |
| Хиберниан            | 1895/96              | 5    | 1    | 4     | 3     | 0      | 0      | 9     | 4     |
| Хиберниан            | Итого                | 5    | 1    | 4     | 3     | 0      | 0      | 9     | 4     |
| Всего за «Хиберниан» | Всего за «Хиберниан» | 5    | 1    | 16    | 15    | 0      | 0      | 21    | 16    |
| Селтик               | 1896/97              | 2    | 1    | 0     | 0     | 0      | 0      | 2     | 1     |
| Селтик               | Итого                | 2    | 1    | 0     | 0     | 0      | 0      | 2     | 1     |
| Всего за «Селтик»    | Всего за «Селтик»    | 4    | 3    | 16    | 13    | 19     | 15     | 39    | 31    |
| Всего за карьеру     | Всего за карьеру     | 89   | 14   | 45    | 31    | 19     | 15     | 153   | 60    |